# Гюргян
Гюргян (азерб. Gürgən) — посёлок городского типа в административном подчинении Пираллахинского района города Баку. Находится на берегу Каспийского моря. 

## Общие сведения
Статус посёлка городского типа с 1955 года.
В посёлке была расположена железнодорожная станция Дамба.
Действует железная дорога Дюбенди — Зиря — Гюргян — морской порт Зиря.

## Население
| 1959 | 1970 | 1979 | 1989 | 2011 |
| ---- | ---- | ---- | ---- | ---- |
| 2510 | 1545 | 1305 | 753  | 1100 |